# Médico de combate

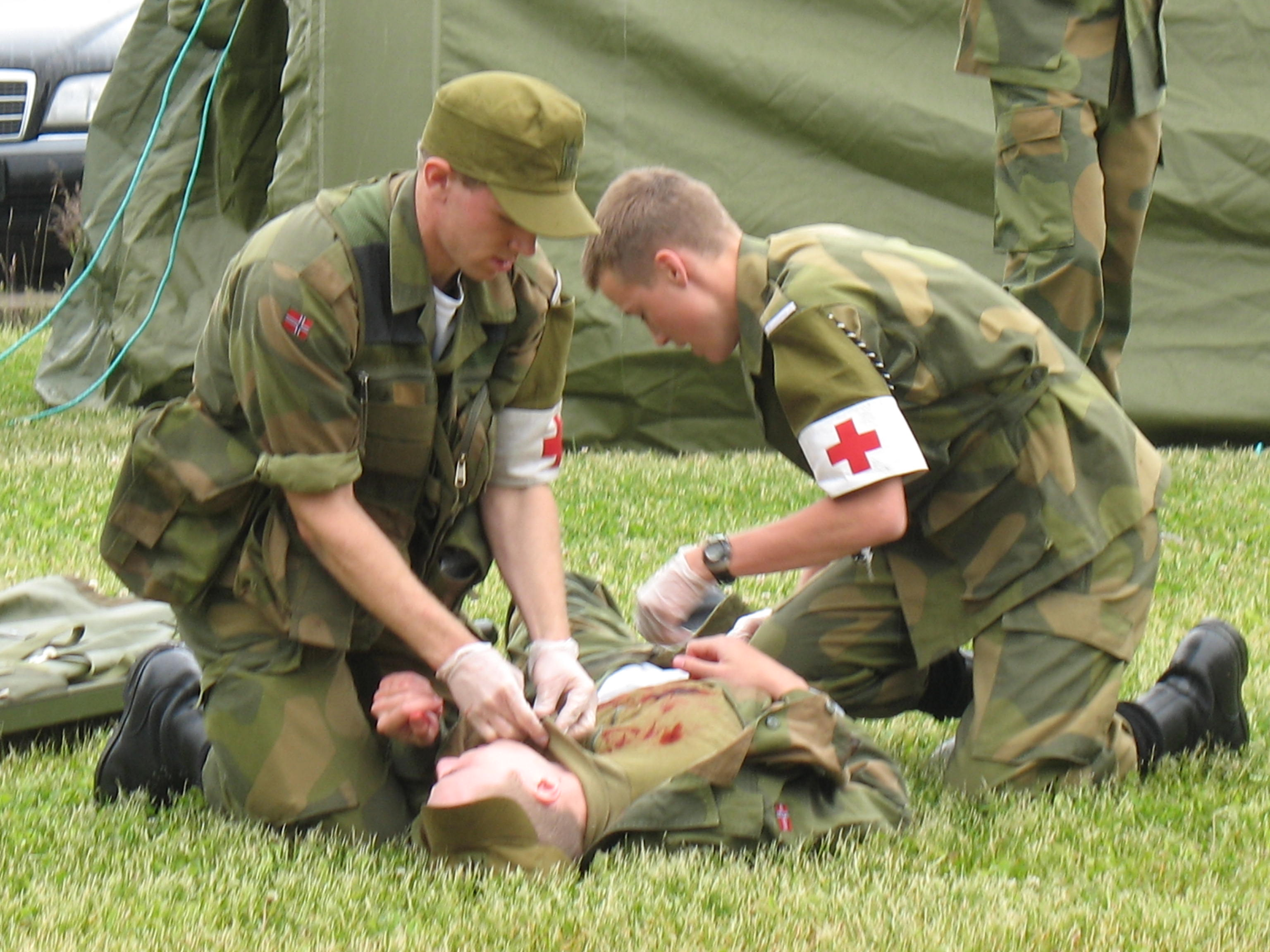
Médicos de combate num exercício

Os médicos de combate (também conhecidos apenas como médicos) são militares que foram treinados para prestar primeiros-socorros e atendimento ao trauma na linha de frente do campo de batalha. Eles são também responsáveis por prestação de assistência médica contínua, na ausência de médicos prontamente disponíveis, incluindo cuidados para doenças e lesões de batalha. Médicos de combate são normalmente co-localizados com as tropas de combate que eles servem de modo a facilitar o movimento com as tropas e monitorar a saúde em curso.

## História
O cirurgião Dominique Jean Larrey dirigiu a Grande Armée de Napoleão para desenvolver hospitais de campo móveis, ou "ambulâncias volantes", além de um corpo de soldados treinados e equipados para ajudar aqueles no campo de batalha. Antes da iniciativa de Larrey nos anos 1790, soldados feridos eram deixados no meio da luta até o combate terminar ou seus companheiros carregavam-os para as linhas de trás. Foi durante a Guerra de Secessão que o cirurgião (major) Jonathan Letterman, diretor médico do Exército do Potomac, percebeu a necessidade de um tratamento médico integrado e sistema de evacuação. Ele viu a necessidade de equipar este sistema com seus próprios veículos, organizações, instalações, e pessoal. O plano de Letterman foi implantado pela primeira vez em setembro de 1862 na Batalha de Antietam, Marilândia.

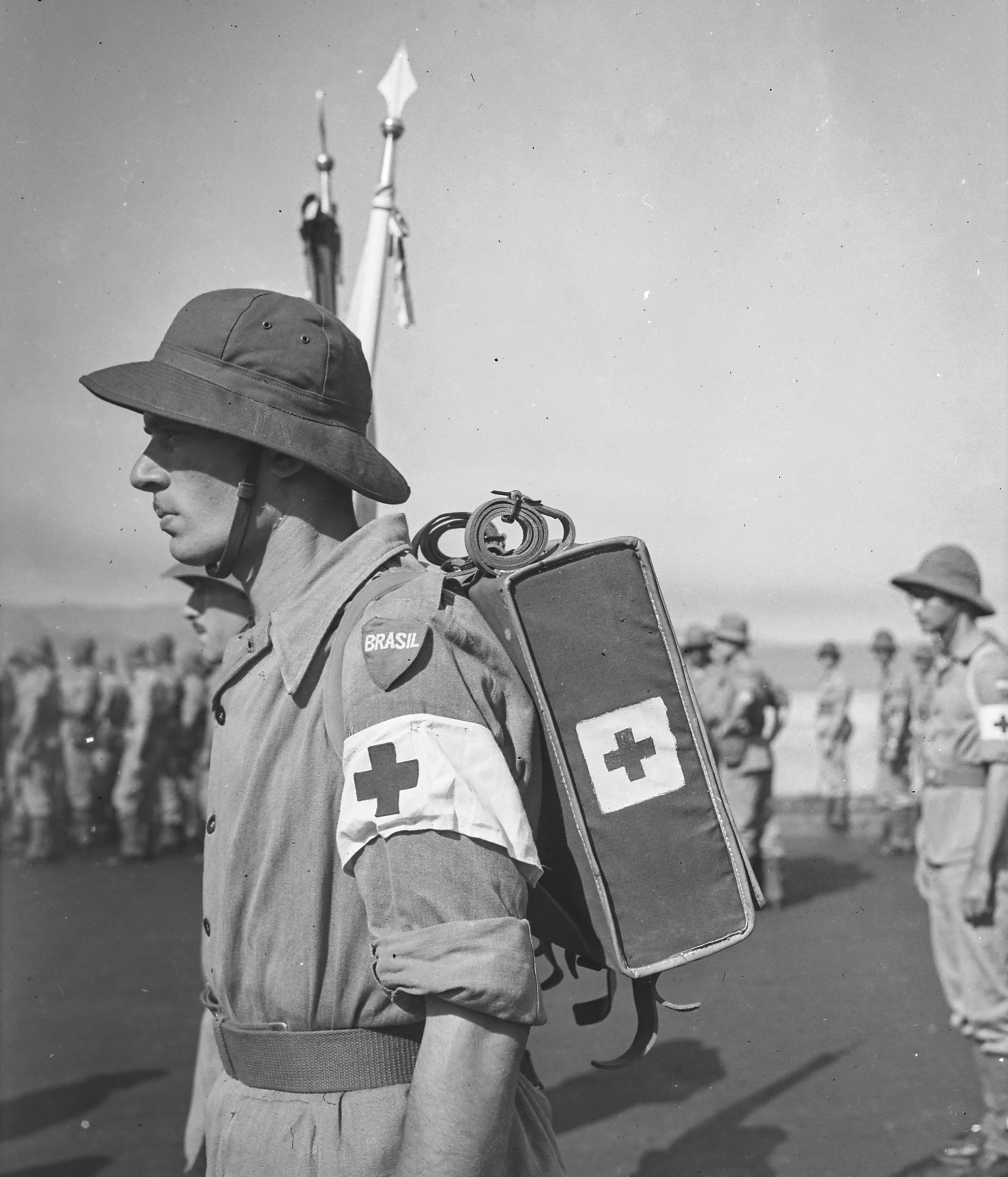
Médico Combatente da Força Expedicionária Brasileira, 1944

Em 1864, dezesseis Estados europeus adotaram a Primeira Convenção de Genebra para salvar vidas e aliviar o sofrimentos de militares feridos e doentes, e para proteger médicos treinados como civis, no ato de ajuda de renderização. De acordo com a Convenção de Genebra, com conhecimento de causa, disparar contra um médico vestindo uma insígnia é um crime de guerra. Nos tempos modernos, a maioria dos médicos de combate portam uma arma pessoal, a ser usada para protegê-los e aos feridos e doentes sob seus cuidados. Quando e se eles usam as armas deles ofensivamente, eles então sacrificam a proteção deles sob as Convenções de Genebra. Estes médicos são especialmente treinados.